# Gualtieri

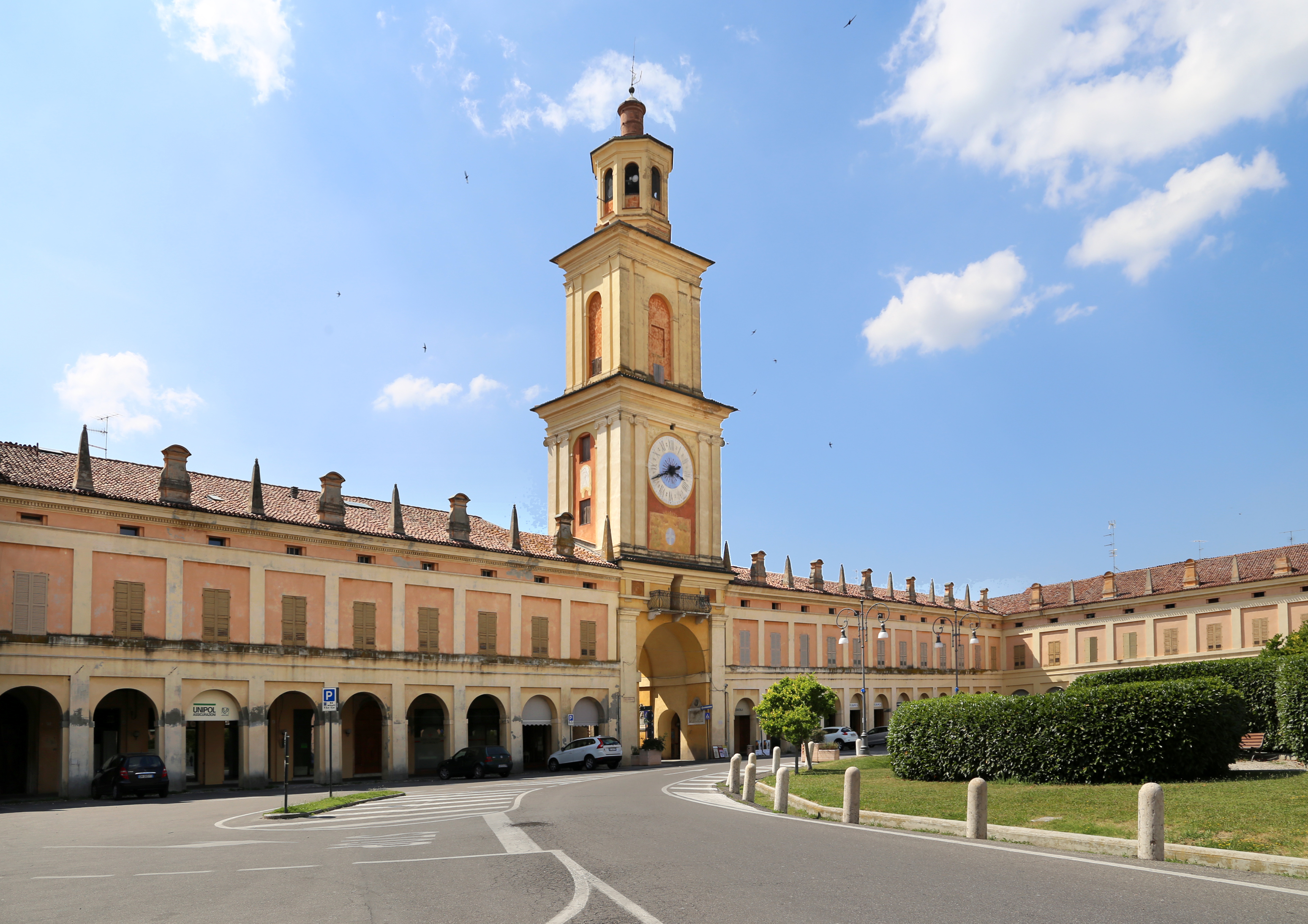

Gualtieri là một đô thị ở tỉnh Reggio Emilia trong vùng Emilia-Romagna, có vị trí cách khoảng 70 km về phía tây bắc của Bologna và khoảng 20 km north of Reggio Emilia. Tại thời điểm 31 tháng 12 năm 2004, đô thị này có dân số 6.438 và diện tích 36,1 km².
Đô thị Gualtieri có các frazioni (các đơn vị cấp dưới, chủ yếu là các làng) Bigliana, Bigliardi, Canossa, Livello, Marinona, Pieve Saliceto, Reseghetta Inferiore, Santa Vittoria, Soliani, and Vecchia.
Gualtieri giáp các đô thị: Boretto, Cadelbosco di Sopra, Castelnovo di Sotto, Dosolo, Guastalla, Pomponesco.